# Jailma de Lima
Jailma Sales de Lima (ur. 31 grudnia 1986 w Taperoá) – brazylijska lekkoatletka startująca w konkurencjach biegu na 400 m (zarówno zwykłym, jak i przez płotki), skoku wzwyż oraz siedmioboju. Siedmiokrotna złota medalistka mistrzostw Ameryki Południowej, czterokrotna złota medalistka mistrzostw ibero-amerykańskich, medalistka igrzysk panamerykańskich i igrzysk Luzofonii. Dwukrotna olimpijka (Londyn, Rio de Janeiro).
Wielokrotna złota medalistka mistrzostw kontynentu w kategoriach wiekowych U18, U20 i U23.

## Przebieg kariery
W 2000 roku zdobyła dwa srebrne medale w konkurencji skoku wzwyż, na mistrzostwach kontynentu w kategorii wiekowej zarówno U18, jak i U20. W 2002 roku została podwójną mistrzynią Ameryki Południowej U18, w konkurencji zarówno skoku wzwyż, jak i siedmioboju; rok później zaś otrzymała złoty medal mistrzostw kontynentu U20 (w siedmioboju). Była uczestniczką mistrzostw świata juniorów młodszych w Sherbrooke, ale nie zdobyła na nich żadnego medalu.
W 2006 roku otrzymała srebrny medal seniorskich mistrzostw kontynentu w konkurencji siedmioboju. W tej samej konkurencji została także młodzieżową mistrzynią Ameryki Południowej, podczas zmagań tej rangi w Buenos Aires. Dwa lata później zdobyła dwa kolejne tytuły mistrzyni kontynentu w kategorii wiekowej U23, w konkurencji biegu na 400 m i biegu sztafet 4 × 400 m. Była na liście zgłoszonych do startu w zawodach w konkurencji sztafety 4 × 400 m, rozgrywanych w czasie igrzysk olimpijskich w Pekinie, jednak ostatecznie nie wzięła udziału w zmaganiach. Uczestniczyła na mistrzostwach Ameryki Południowej w Limie, gdzie zdobyła między innymi złoty medal w biegu sztafet 4 × 400 m. Była członkinią brazylijskiej sztafety 4 × 400 m, która wystąpiła na światowym czempionacie w Berlinie – brazylijskie biegaczki odpadły w eliminacjach. W czasie mistrzostw kontynentu w Buenos Aires wystąpiła w trzech konkurencjach, zmagania w każdej z nich zakończyła zdobyciem medalu – w sztafecie 4 × 400 m i biegu na 400 m ppł zdobyła złoty medal, natomiast w biegu na 200 m otrzymała brązowy medal. Zaliczyła start na igrzyskach obu Ameryk w Guadalajarze, tam była członkinią sztafety 4 × 400 m, która otrzymała srebrny medal.
Uczestniczyła w igrzyskach olimpijskich w Londynie, w ich ramach zaliczyła start w dwóch konkurencjach. W biegu na 400 m ppł odpadła w eliminacjach, uzyskując rezultat czasowy 57,05 i zajmując z nim 8. miejsce; w sztafecie 4 × 400 m zaś również odpadła w fazie eliminacji – Brazylijki wywalczyły z czasem 3:32,95 6. miejsce w grupie (7. miejsce w dniu rozgrywania zawodów).
W 2013 roku otrzymała dwa tytuły mistrzyni Ameryki Południowej w konkurencji biegu sztafet: zarówno 4 × 100, jak i 4 × 400 m. Brazylijska sztafeta 4 × 400 m z udziałem de Limy dwukrotnie zajęła 8. miejsce w finale A zmagań rozgrywanych podczas IAAF World Relays w 2014 i 2015 roku. Podczas igrzysk olimpijskich w Rio de Janeiro startowała w tych samych konkurencjach co cztery lata wcześniej – w biegu na 400 m uzyskała w eliminacjach czas 52,65 i zajęła 6. miejsce w grupie, natomiast w sztafecie 4 × 400 m Brazylijki też odpadły w fazie eliminacji, uzyskując czas 3:30,27 plasujący zawodniczki na 7. miejscu (8. miejscu w dniu rozgrywania zawodów).

## Osiągnięcia
| Rok     | Zawody                                             | Miasto              | Miejsce | Konkurencja        | Wynik   |
| ------- | -------------------------------------------------- | ------------------- | ------- | ------------------ | ------- |
| 2000    | Mistrzostwa Ameryki Południowej juniorów           | São Leopoldo        | srebro  | skok wzwyż         | 1,71    |
| 2000    | Mistrzostwa Ameryki Południowej juniorów młodszych | Bogota              | srebro  | skok wzwyż         | 1,74    |
| 2001    | Mistrzostwa Ameryki Południowej juniorów           | Santa Fe            | brąz    | skok wzwyż         | 1,71    |
| 2002    | Mistrzostwa Ameryki Południowej juniorów młodszych | Asunción            | złoto   | skok wzwyż         | 1,72    |
| 2002    | Mistrzostwa Ameryki Południowej juniorów młodszych | Asunción            | złoto   | siedmiobój         | 4679    |
| 2003    | Mistrzostwa Ameryki Południowej juniorów           | Guayaquil           | srebro  | skok wzwyż         | 1,77    |
| 2003    | Mistrzostwa Ameryki Południowej juniorów           | Guayaquil           | złoto   | siedmiobój         | 4979    |
| 2003    | Mistrzostwa świata juniorów młodszych              | Sherbrooke          | 11.     | skok wzwyż         | 1,70    |
| 2003    | Mistrzostwa świata juniorów młodszych              | Sherbrooke          | 4.      | siedmiobój         | 5319    |
| 2005    | Mistrzostwa panamerykańskie juniorów               | Windsor             | brąz    | siedmiobój         | 5025    |
| 2005    | Mistrzostwa Ameryki Południowej juniorów           | Rosario             | złoto   | siedmiobój         | 4962    |
| 2006    | Mistrzostwa Ameryki Południowej                    | Tunja               | srebro  | siedmiobój         | 5348    |
| 2006    | Młodzieżowe mistrzostwa Ameryki Południowej        | Buenos Aires        | złoto   | siedmiobój         | 5304    |
| 2008    | Młodzieżowe mistrzostwa Ameryki Południowej        | Lima                | złoto   | bieg na 400 m      | 54,46   |
| 2008    | Młodzieżowe mistrzostwa Ameryki Południowej        | Lima                | złoto   | sztafeta 4 × 400 m | 3:43,30 |
| 2009    | Mistrzostwa Ameryki Południowej                    | Lima                | brąz    | bieg na 400 m      | 52,95   |
| 2009    | Mistrzostwa Ameryki Południowej                    | Lima                | srebro  | sztafeta 4 × 100 m | 44,52   |
| 2009    | Mistrzostwa Ameryki Południowej                    | Lima                | złoto   | sztafeta 4 × 400 m | 3:32,69 |
| 2009    | Igrzyska Luzofonii                                 | Lizbona             | złoto   | bieg na 400 m      | 52,63   |
| 2009    | Igrzyska Luzofonii                                 | Lizbona             | złoto   | sztafeta 4 × 400 m | 3:34,16 |
| 2009    | Mistrzostwa świata                                 | Berlin              | 6. H    | sztafeta 4 × 400 m | 3:31,42 |
| 2010    | Mistrzostwa ibero-amerykańskie                     | San Fernando        | brąz    | bieg na 400 m      | 52,86   |
| 2010    | Mistrzostwa ibero-amerykańskie                     | San Fernando        | brąz    | sztafeta 4 × 400 m | 3:33,17 |
| 2011    | Mistrzostwa Ameryki Południowej                    | Buenos Aires        | brąz    | bieg na 200 m      | 23,54   |
| 2011    | Mistrzostwa Ameryki Południowej                    | Buenos Aires        | złoto   | bieg na 400 m ppł  | 57,13   |
| 2011    | Mistrzostwa Ameryki Południowej                    | Buenos Aires        | złoto   | sztafeta 4 × 400 m | 3:31,66 |
| 2011    | Światowe wojskowe igrzyska sportowe                | Rio de Janeiro      | srebro  | bieg na 400 m      | 51,77   |
| 2011    | Światowe wojskowe igrzyska sportowe                | Rio de Janeiro      | złoto   | sztafeta 4 × 400 m | 3:32,42 |
| 2011    | Mistrzostwa świata                                 | Daegu               | 5. H    | bieg na 400 m ppł  | 57,21   |
| 2011    | Mistrzostwa świata                                 | Daegu               | 6. H    | sztafeta 4 × 400 m | 3:32,43 |
| 2011    | Igrzyska panamerykańskie                           | Guadalajara         | 5.      | bieg na 400 m ppł  | 57,71   |
| 2011    | Igrzyska panamerykańskie                           | Guadalajara         | srebro  | sztafeta 4 × 400 m | 3:29,59 |
| 2012    | Mistrzostwa ibero-amerykańskie                     | Barquisimeto        | brąz    | bieg na 400 m ppł  | 57,65   |
| 2012    | Mistrzostwa ibero-amerykańskie                     | Barquisimeto        | złoto   | sztafeta 4 × 400 m | 3:28,56 |
| 2012    | Igrzyska olimpijskie                               | Londyn              | 8. H    | bieg na 400 m ppł  | 57,05   |
| 2012    | Igrzyska olimpijskie                               | Londyn              | 6. H    | sztafeta 4 × 400 m | 3:32,95 |
| 2013    | Mistrzostwa Ameryki Południowej                    | Cartagena de Indias | złoto   | sztafeta 4 × 100 m | 43,37   |
| 2013    | Mistrzostwa Ameryki Południowej                    | Cartagena de Indias | złoto   | sztafeta 4 × 400 m | 3:35,37 |
| 2014    | IAAF World Relays                                  | Nassau              | 8.      | sztafeta 4 × 400 m | 3:31,59 |
| 2014    | Mistrzostwa ibero-amerykańskie                     | São Paulo           | złoto   | sztafeta 4 × 400 m | 3:29,66 |
| 2015    | IAAF World Relays                                  | Nassau              | 8.      | sztafeta 4 × 400 m | 3:31,30 |
| 2015    | Mistrzostwa Ameryki Południowej                    | Lima                | 4.      | bieg na 400 m ppł  | 58,58   |
| 2015    | Mistrzostwa Ameryki Południowej                    | Lima                | złoto   | sztafeta 4 × 400 m | 3:34,51 |
| 2015    | Igrzyska panamerykańskie                           | Toronto             | 6. H    | bieg na 400 m ppł  | 58,72   |
| 2015    | Igrzyska panamerykańskie                           | Toronto             | 6. H    | sztafeta 4 × 400 m | 3:34,97 |
| 2015    | Światowe wojskowe igrzyska sportowe                | Mungyeong           | 6.      | bieg na 400 m ppł  | 1:00,18 |
| 2016    | Mistrzostwa ibero-amerykańskie                     | Rio de Janeiro      | złoto   | bieg na 400 m      | 51,99   |
| 2016    | Mistrzostwa ibero-amerykańskie                     | Rio de Janeiro      | złoto   | sztafeta 4 × 400 m | 3:32,30 |
| 2016    | Igrzyska olimpijskie                               | Rio de Janeiro      | 6. H    | bieg na 400 m      | 52,65   |
| 2016    | Igrzyska olimpijskie                               | Rio de Janeiro      | 7. H    | sztafeta 4 × 400 m | 3:30,27 |
| 2017    | IAAF World Relays                                  | Nassau              | 1. fB   | sztafeta 4 × 400 m | 3:34,68 |
| 2017    | Mistrzostwa Ameryki Południowej                    | Asunción            | 4.      | bieg na 400 m ppł  | 57,98   |
| 2017    | Mistrzostwa Ameryki Południowej                    | Asunción            | złoto   | sztafeta 4 × 400 m | 3:33,00 |
| Źródło: |                                                    |                     |         |                    |         |

Dziewięć razy w karierze została mistrzynią kraju, tytuły te otrzymała w latach 2006-2017.

## Rekordy życiowe
- bieg na 400 m – 51,66 (22 maja 2011, São Paulo)
- bieg na 400 m ppł – 56,00 (26 maja 2011, Rio de Janeiro)
- sztafeta 4 × 400 m – 3:26,68 (7 sierpnia 2011, São Paulo)
- skok wzwyż – 1,78 (10 lipca 2003, Sherbrooke; 26 lipca 2003, Natal; 3 kwietnia 2004, Ibirapuera Park)
- siedmiobój – 5601 (22 września 2006, São Paulo)

Źródło: 